# ریدیوپلین

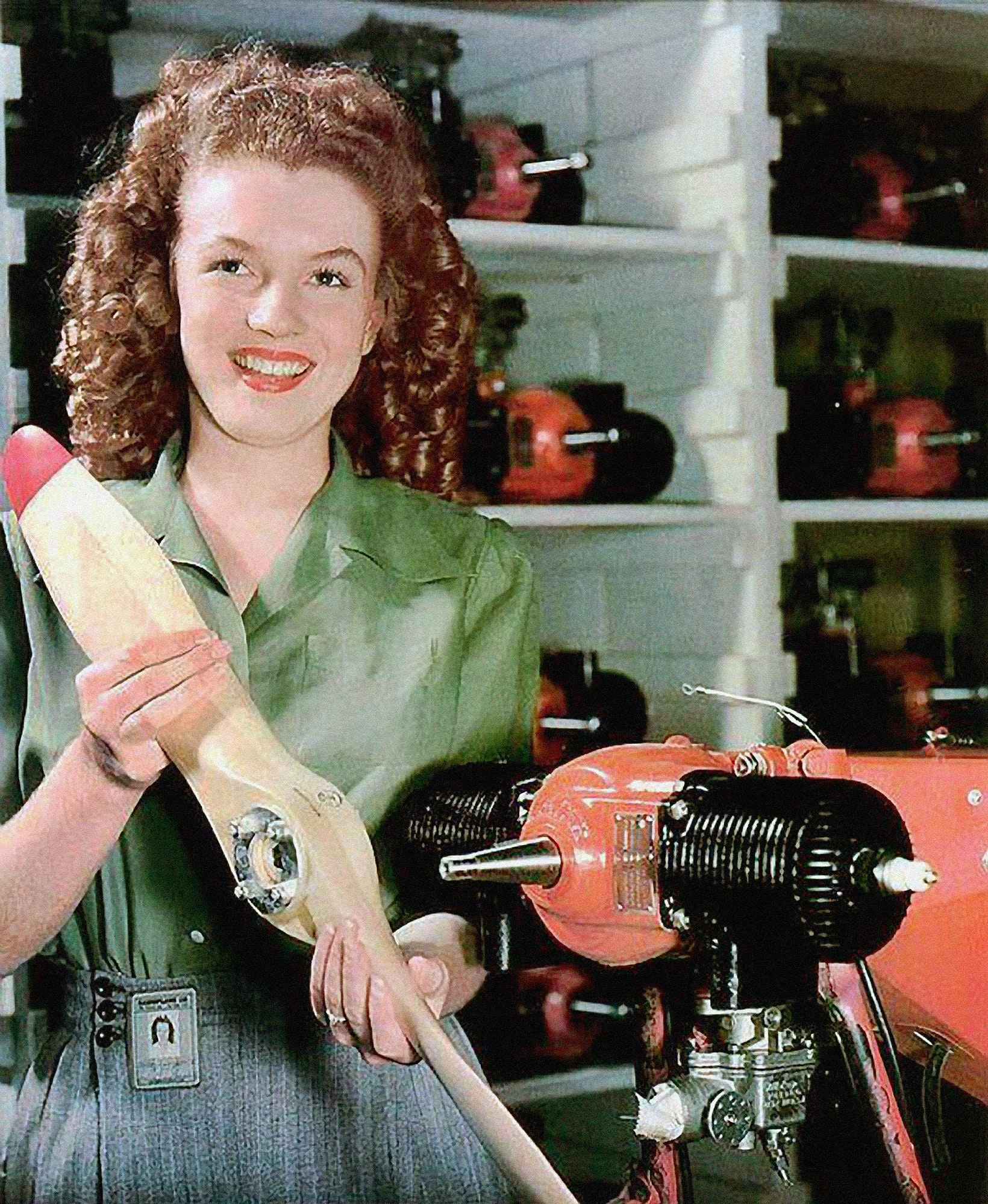
نورما جین مورتنسون مشهور به مریلین مونرو هنگامی که در کارخانه ریدیوپلین کار می‌کرد کشف شد

ریدیوپلین (انگلیسی: Radioplane Company) یک شرکت فعال در حوزه هوانوردی بود که پهپاد تولید می‌کرد. در زمان جنگ جهانی دوم این شرکت بیش از ۹٫۴۰۰ فروند از ریدیوپلین او کیو-۳ که یک هواپیمای تک‌باله ملخ‌دار بود تولید کرد. 
این شرکت در سال ۱۹۶۲ توسط نورثروپ خریداری شد.